# Урожай (видавництво)
«Урожа́й» — українське книжково-журнальне видавництво у галузі сільськогосподарського виробництва. Містилося у Києві за часів Української РСР на вулиці Ярославівому Валу, № 10, потім — на вулиці Урицького, № 45. Директор — Оржехівська Ірадіана Іванівна. Станом на червень 2024 року — у стані припинення.

## Історія
Видавництво засноване у в Києві у 1925 році як Всеукраїнське видавництво сільськогосподарської літератури — Держсільгоспвидав УРСР. У 1964 році перейменоване на «Урожай». Було підпорядковане Держкомвидаву УРСР. У 1975 році нагороджене орденом «Знак Пошани».
У 1979 році видавництво випустило 191 книгу і брошуру накладом близько 2,6 мільйона екземплярів; у 1984 році — 169 книг і брошур накладом понад 2,2 мільйона екземплярів.
З 16 червня 2004 року — Державне підприємство «Ордена „Знак Пошани“ книжково-журнальне видавництво „Урожай“» (ЄДРПОУ 02473100).

## Продукція
Видавництво пропагувало досягнення науки і передового досвіду, шляхи інтенсифікації сільськогосподарського виробництва. Випускало літературу з питань рільництва, плодівництва, лісівництва, меліорації, тваринництва, економіки, механізації, електрифікації і автоматизації сільського господарства, науково-виробничі книги, довідники, навчальні посібники, міжвідомчі науково-тематичні збірники.
Крім вище згаданої, продукцією видавництва була література про передовий досвід у сільському господарстві, альбоми, плакати, буклети із різних галузей виробництва і сільськогосподарських знань. За часів Української РСР випускало чотири щомісячні журнали: «Хлібороб України», «Тваринництво України», «Механізація сільського господарства», «Вісник сільськогосподарської науки» та щоквартальний бюлетень «Рідна природа».